# Efraín Álvarez
Efrain Alvarez (* 19. Juni 2002 in Los Angeles, Kalifornien) ist ein US-amerikanisch-mexikanischer Fußballspieler auf der Position eines Mittelfeldspielers.

## Vereinskarriere
Der mexikanischstämmige Efrain Alvarez wurde am 19. Juni 2002 in der Metropole Los Angeles im US-Bundesstaat Kalifornien geboren. Im Jahre 2016 schloss er sich der Akademie des Major-League-Soccer-Franchises LA Galaxy an und kam in der Saison 2015/16 in den Akademiemannschaften U-13/U-14 sowie U-15/U-16 zum Einsatz. Für die U-13/U-14-Mannschaft kam er dabei bei 20 Pflichtspieleinsätzen (18 + 2) auf 25 Treffer; für das U-15/U-16-Team erzielte er bei zwölf Pflichtspielen (9 + 3) immerhin zwei Tore. In der nachfolgenden Spielzeit 2016/17 kam er abwechselnd für das U-15/U-16-Team und das U-17/U-18-Team zum Einsatz, wobei die meisten Spieler im letztgenannten Team drei Jahre älterer waren als er selbst. Bei 12 Auftritten (9 + 3) für die U-15/U-16 kam er sieben Mal zum Torerfolg; bei seinen insgesamt 14 Spielen (11 + 3) für die U-17/U-18 erzielte er zwölf Tore. Nebenbei gehörte er auch noch dem U-14-Aufgebot an, in dem er allerdings 2016/17 nicht eingesetzt wurde.
Am 2. August 2017 wurde er mit 15 Jahren, einem Monat und 14 Tagen zum jüngsten Spieler, der in der United Soccer League (USL) einen Vertrag unterzeichnet hat und löste damit den bisherigen Rekordhalter Alphonso Davies ab. Nachdem er am 9. September 2017 im Meisterschaftsspiel gegen den San Antonio FC erstmals uneingesetzt auf der Ersatzbank saß, setzte ihn Mike Muñoz am 7. Oktober 2017 als jüngsten Spieler in der Geschichte der United Soccer League ein. Im Spiel wurde er von Trainer Mike Muñoz zur Halbzeit als Ersatz für Adrian Vera auf den Rasen geschickt.
Im September 2023 wechselte er zum Club Tijuana nach Mexiko und seit Juli 2025 steht er bei Deportivo Guadalajara unter Vertrag.

## Nationalmannschaftskarriere
Im Jahre 2016 kam Alvarez für vier verschiedene Nachwuchsnationalmannschaften zum Einsatz. So nahm er unter anderem im Juni 2016 mit der mexikanischen U-15-Nationalauswahl am Rimini-Cup in Deutschland teil und war mitunter im September noch Mitglied des mexikanischen U-14-Nationalkaders. Des Weiteren stand er für einige Zeit lang im Aufgebot der US-amerikanischen U-14- und U-15-Auswahlen. Mit zweitgenannter Mannschaft gewann er unter Trainer Dave van den Bergh im April 2016 das International Festival of Fútbol in Argentinien und trat dabei selbst des Öfteren als Torschütze in Erscheinung.
Sein Debüt für die A-Nationalmannschaft erfolgte im März 2021.